# Seznam čeških kiparjev
Seznam čeških kiparjev.

## A
- František Václav Adámek
- Václav Antoš
- Jakub Auguston (st./ml.)
- Dominik Aulíček
- Josef Axman
- Miloš Axman

## B
- Karel Babka
- Jan Bartoš
- Jan Bauch (1898-1995)
- Božetěch
- Franta Belsky
- Břetislav Benda
- Jan Jiři Bendl
- Ladislav Beneš (kipar)
- František Bílek
- Josef Bílek
- Vojta Braniš (češ.-hrv.)
- Matthias Bernard Braun
- Ferdinand Maxmilian Brokoff
- Jan Brokoff
- Michael Joseph Brokoff

## Č
- David Černý

## F
- František Foit
- Ignjat Franz (moravsko-hrv.)

## G
- František Lydie Gahura
- Alojz Gangl (slov.-češki)
- Otto Gutfreund

## H
- Otto Herbert Hajek
- Jan Hána
- Stanislav Hanzík
- Ctibor Havelka
- František Hergesel

## I
- Trpimir Ivančević (hrv.-češki)

## J
- Věra Janoušková
- Ellen Jilemnická

## K
- Bohumil Kafka
- Ivan Kafka ?
- Milan Knobloch
- Jan Koblasa
- Quido Kocian
- Jan Kodet
- Ladislav Kofránek (1880-1954)
- Stanislav Kolíbal
- Jan Kolář
- Jiří Kroha
- Otakar Kubín
- Jan Kudláček

## L
- Jan Lauda
- Václav Levý
- Karel Lidický
- Jaroslava Lukešová

## M
- Vincenc Makovský
- Karel Malich
- Jitka Malovaná (née Jitka Mašková)
- Emanuel Max
- Josef Max
- Josef Václav Myslbek

## N
- Karel Nepraš
- Jiří Novák (1922-2010)

## O
- Pavel Opocensky
- Eduard Ovčáček

## P
- Peter Parler (češ. Petr Parléř)
- Anton Pilgram
- Karel Pokorný
- Albín Polášek
- Vlasta Prachatická (1929-2022)
- Zdeněk Přikryl (1928-2020)

## R
- Jaroslav Róna

## S
- Bohuslav Schnirch
- Ondřej (Andreas) Schweigl
- Tomáš Seidan (1830-1890)
- František Skála
- Jiří Sozanský
- Antonín Sucharda (1812–1886)
- Antonín Sucharda (1843–1911)
- Stanislav Sucharda
- Vojtěch Sucharda

## Š
- Ladislav Šaloun
- Ludvík Šimek
- Otakar Španiel
- Jan Štursa (1880–1925)
- Otakar Švec

## V
- Lea Vivot
- Max Verich ?
- Vincenc Vingler

## W
- Antonín Pavel Wagner
- Vladimir Winkler (1884–1956) (František Winkler) (češko-ruski)
- (Jan Wojnar)

## Z
- Štěpán Zálešák
- Olbram Zoubek (1926-2017)